# Бастиан, Анн-Катрин
Анн-Катри́н Ба́стиан (нем. Ann-Kathrin Bastian; род. 2 января 1989) — немецкая кёрлингистка.
В составе смешанной сборной Германии участник и серебряный призёр чемпионата Европы 2011. В составе смешанной парной сборной Германии участник чемпионата мира 2012 (заняли двадцатое место). В составе студенческой женской сборной Германии участвовала в зимней Универсиаде 2011 (заняли восьмое место).
Играет в основном на позициях второго и третьего.

## Достижения
- Чемпионат Европы по кёрлингу среди смешанных команд: серебро (2011).
- Первенство Европы по кёрлингу среди юниоров: золото (2008).

## Команды
| Сезон                                        | Четвёртый          | Третий             | Второй             | Первый           | Запасной                                     | Турниры                        |
| -------------------------------------------- | ------------------ | ------------------ | ------------------ | ---------------- | -------------------------------------------- | ------------------------------ |
| 2007—08                                      | Frederike Templin  | Пиа-Лиза Шёлль     | Анн-Катрин Бастиан | Simone Ackermann | Sandra Gollinger тренер: Almut Hege-Schöll   | ПЕЮ 2008 · ЧМЮ 2008 (10 место) |
| 2008—09                                      | Franzi Fischer     | Пиа-Лиза Шёлль     | Анн-Катрин Бастиан | Simone Ackermann | Sandra Gollinger тренер: Мартин Байзер       | ПЕЮ 2009 (4 место)             |
| 2009—10                                      | Пиа-Лиза Шёлль     | Анн-Катрин Бастиан | Simone Ackermann   | Sandra Gollinger |                                              |                                |
| 2010—11                                      | Пиа-Лиза Шёлль     | Анн-Катрин Бастиан | Simone Ackermann   | Sandra Gollinger |                                              |                                |
| 2010—11                                      | Пиа-Лиза Шёлль     | Franzi Fischer     | Анн-Катрин Бастиан | Йозефине Оберман | Anne-Christine Barthel тренер: Мартин Байзер | ЗУ 2011 (8 место)              |
| Кёрлинг для смешанных команд (mixed curling) |                    |                    |                    |                  |                                              |                                |
| 2011—12                                      | Александр Бауман   | Анн-Катрин Бастиан | Мануэль Вальтер    | Катя Вайссер     | Себастьян Швейцер, Йозефине Оберман          | ЧЕСК 2011                      |
| Кёрлинг среди смешанных пар                  |                    |                    |                    |                  |                                              |                                |
| 2011—12                                      | Анн-Катрин Бастиан | Мануэль Вальтер    |                    |                  |                                              | ЧМСП 2012 (20 место)           |

(скипы выделены полужирным шрифтом)

## Частная жизнь
Из семьи кёрлингистов — её старший брат Тим Бастиан (нем. Tim Bastian) и младший брат Марк Бастиан тоже играют в кёрлинг. Марк начал заниматься кёрлингом в кёрлинг-клубе Curling Club Hamburg (Гамбург) в возрасте 6 лет, Анн-Катрин в 14, Тим в 17.